# 加尼·拉沃尔
小加尼·欧拉迪迈吉·拉沃尔（英語：Gani Oladimeji Lawal Jr.，1988年11月7日—），美国职业篮球运动员。他在2010年的NBA选秀中第2轮第46顺位被菲尼克斯太阳选中。